# 李玉善
李 玉善（イ・オクソン、이옥선、1927年 - 2025年5月11日）は、韓国のナヌムの家で生活する韓国人女性活動家。

## 人物
1927年、日本統治下朝鮮慶尚南道釜山府生まれ。
2000年に中国政府から韓国に引き渡され、従軍慰安婦問題の被害者として日本に謝罪を求める政治運動に参加している。朝鮮日報の報道では、米国ニュージャージー州バーゲン郡の郡長と面会し、同群の慰安婦の碑建立に尽力した、としている。元朝日新聞出版局写真記者によるサポートを受け、海外でも活動している。
2014年6月16日、ナヌムの家で共同生活する元従軍慰安婦らと共に、朴裕河が2013年8月に出版した『帝国の慰安婦』の出版を差し止め、名誉棄損による損害賠償を訴えた。イは「血が沸いて肉が震えて言葉もない」と訴えた。
2025年5月11日の夜に死去。97歳没。

## 証言
- 1942年15歳のときに、延吉で「買い物に行く途中で2名の男に捕まり、トラックの荷台に押し込まれた。」と証言している[6]。ただし、拉致された男性については、「朝鮮男2人[7]」により連れ去られたと語っていたが、「日本人と朝鮮人の男[6]」に捕まったと証言を変えている。慰安婦としては1日に40-50人の男性を相手にしていたと証言している[8]。
- 2019年10月に市民団体に招かれて来日、14歳のときに朝鮮半島東南部の蔚山で２人組の男にトラックに押し込められ、中国の慰安所へ連れて行かれ、「1日で40-50人の相手をさせられ、耐えられずに自ら命を絶つ人もいた。拒否すれば軍人に刀で刺し殺された。慰安所は実際には死刑場のような所だった」と証言した[9]。